# Listă de comune din județul Ilfov
Această listă cuprinde toate cele 32 comune și 8 orașe din județul Ilfov în ordinea numerotării din planimetria alăturată.
1. Periș
2. Ciolpani
3. Gruiu
4. Nuci
5. Snagov
6. Grădiștea
7. Moara Vlăsiei
8. Balotești
9. Corbeanca
10. Dascălu
11. Petrăchioaia
12. Otopeni (oraș)
13. Tunari
14. Ștefăneștii de Jos
15. Afumați
16. Voluntari (oraș)
17. Găneasa
18. Mogoșoaia
19. Buftea (oraș)
20. Chitila (oraș)
21. Dragomirești-Vale
22. Chiajna
23. Dobroești
24. Pantelimon (oraș)
25. Brănești
26. Ciorogârla
27. Domnești
28. Clinceni
29. Bragadiru (oraș)
30. Popești-Leordeni (oraș)
31. Glina
32. Cernica
33. Cornetu
34. Măgurele (oraș)
35. Jilava
36. Berceni
37. Dărăști-Ilfov
38. 1 Decembrie
39. Vidra

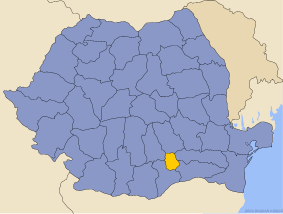
Județul Ilfov

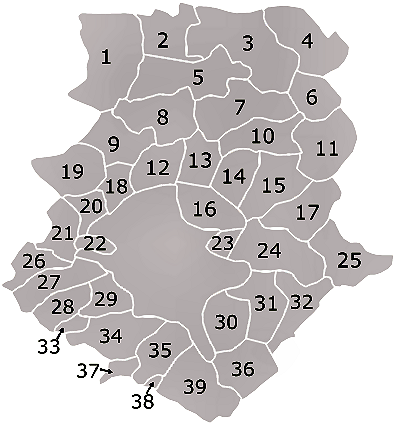
Comunele și orașele din județul Ilfov

40. Copăceni (la sud de Vidra & 1 Decembrie, nu este reprezentata pe grafica)